# Rushdy Abaza

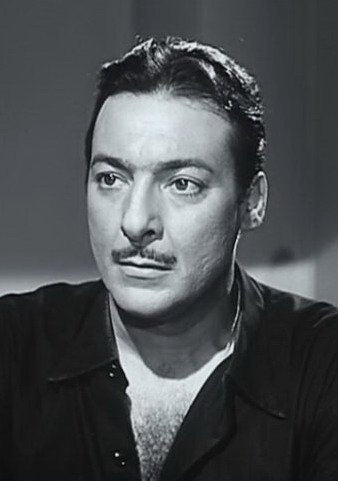
Rushdy Abaza

Rushdy Said Baghdady Abaza (arabisch رشدي سعيد بغدادي أباظة, DMG Rušdiyy Saʿīd Baġdādiyy Abāẓa; * 3. August 1926 in al-Mansura, Ägypten; † 27. Juli 1980 in Ägypten) war ein ägyptischer Schauspieler.
Rushdy Abaza, Sohn einer italienischen Mutter, Tereza Luigi, und eines ägyptischen Vaters, Said Abaza, besuchte in seiner Jugend das Collège Saint Marc in Alexandria.
Er war fünfmal verheiratet, darunter 1977 kurzzeitig mit der libanesischen Sängerin Sabah, und hatte eine Tochter.

## Filmografie
- 1948: El-Millionaira el-Saghira
- 1949: Zoul wijhain
- 1950: Murra min nar
- 1951: Amina
- 1952: El osta Hassan
- 1952: El muntasir
- 1952: Awladi
- 1953: Shim el nessim
- 1953: Moamara
- 1954: Das Tal der Könige (Originaltitel: Valley of the Kings) (nicht im Abspann)
- 1955: Irham demoui
- 1955: Inni rahela
- 1955: Gaaluni mujriman
- 1955: Araess fil mazad
- 1955: König der Wüste (Originaltitel: Fortune carrée)
- 1956: Mawad gharam
- 1956: Bahr el gharam
- 1956: Ismail Yassine fil bolis
- 1956: Izhay ansak
- 1956: Min el khatel
- 1956: Die zehn Gebote (Originaltitel: The Ten Commandments)
- 1956: Dalila
- 1957: Lan abki abadan
- 1957: Port Said
- 1957: Tamr henna
- 1958: Djamilah
- 1958: Emraa fil tarik
- 1958: La anam
- 1958: Soultan
- 1958: Tarik el amal
- 1958: Toggar el mawt
- 1959: Ana baria
- 1959: Bufakkar filli nassini
- 1959: Katia tarik
- 1959: Malish gherak
- 1959: Samra sina
- 1959: Seraa fil Nil
- 1960: Ana wa ommi
- 1960: El rajul el thani
- 1960: Kholkhal habibi
- 1960: Lekaa fil ghurub
- 1960: Malak wa shaitan
- 1960: Mufattish el mabahess
- 1960: Nehayat el tarik
- 1960: Ya habibi
- 1961: Die Hunnen (Originaltitel: Wa Islamah)
- 1961: Teenager (Originaltitel: Almurahikat)
- 1961: Bila awda
- 1961: Fi baitina rajul
- 1961: He talata
- 1961: Hob wa horman
- 1961: Kalb fi zalam
- 1962: Meine dreizehnte Frau (Originaltitel: Al zouga talattashar)
- 1962: Ah min hawaa
- 1962: Sitt el banate
- 1963: La wakta lil hub
- 1963: El majanin fi naim
- 1963: Tarik al shaitan
- 1964: Der Weg (Originaltitel: Al-tareek)
- 1964: Arouss el Nil
- 1964: El shayatin el talata
- 1966: Zawja min Bariz
- 1966: Chakawet rejala
- 1966: El mushajibun
- 1966: Guanab el safir
- 1966: Huwa wa el nessaa
- 1966: Mabka el oshak
- 1966: Shakket el talaba
- 1967: Al koubla al akhira
- 1967: El eib
- 1967: Endama nouheb
- 1967: Garima fil hay el hady
- 1968: Baba ayez keda
- 1968: El-massaguin el-thalatha
- 1968: Hawaa alal tarik
- 1968: Rawaat el-hob
- 1972: Wakr al-ashrar
- 1975: Orid hallan
- 1975: Youm El-Ahad El-Damy
- 1975: Aatham tefl fel alam
- 1975: Hobi al awal wa al akhir
- 1977: Ah ya liel ya zaman
- 1978: Wa da al-omr ya waladi
- 1980: Athkiya' laken aghbiya'
- 1980: Daerat al shak